# Ancaudellia kheili
Ancaudellia kheili är en kackerlacksart som först beskrevs av Bolívar 1898.  Ancaudellia kheili ingår i släktet Ancaudellia och familjen jättekackerlackor. Inga underarter finns listade i Catalogue of Life.